# Vera Slepoj
Vera Slepoj (Portogruaro, 3 maggio 1954 – Padova, 21 giugno 2024) è stata una psicologa e scrittrice italiana.

## Biografia
Si laureò in psicologia all'Università di Padova nel 1977 con una tesi dal titolo "La devianza e i meccanismi di controllo in una società attuale". Nei primi anni Ottanta gestì una rubrica nella rivista Riza Psicosomatica e su consiglio di Klaus Davi scrisse il suo primo libro, Capire i sentimenti.. In esso e in altri libri successivi trattò temi legati a relazioni affettive, problemi sociali e manie. Curò altresì rubriche a tema psicologico nelle riviste Io Donna - Corriere della Sera, sui settimanali Oggi, Gioia, Diva e Donna e sulla rivista Giallo. Come editorialista scrisse su Il Gazzettino, Il Mattino di Padova, La Tribuna di Treviso, Corriere delle Alpi e La Nuova Venezia.
Dopo essere stata candidata per Alleanza Nazionale nel 1999 alle elezioni europee, dove non fu eletta nonostante le circa settemila preferenze ricevute, nelle elezioni politiche del 2006 fu candidata al Senato dall'UDC. Tra le varie attività svolte fu psicoterapeuta della squadra di calcio del Palermo negli anni 1999-2000 e docente presso l'Università degli Studi di Siena per l'insegnamento di sociologia della salute, inoltre fu presidente della Federazione Italiana Psicologi e dell'International Health Observatory. Svolse il ruolo di consigliere per l'Authority per il Volontariato nel periodo 2000-2004 e quello di consigliere del ministro delle comunicazioni dal 2002 al 2006. Dal 1999 al 2004 fu nominata, su indicazione di Gianfranco Fini, assessore alla cultura, musei e servizi sociali alla provincia di Padova. Il suo libro Géographie des sentiments fu tradotto dalla casa editrice francese Payot.
Morì a Padova nella notte del 21 giugno 2024, all'età di 70 anni. Iinizialmente come causa della morte si pensò a un improvviso malore. Dopo alcuni giorni la Procura di Padova, accogliendo i sospetti dei familiari, aprì un'inchiesta per presunto omicidio colposo.

## Controversie

### L'accusa aSailor Moon
Nell'aprile del 1997 ebbe risalto un articolo scritto da Slepoj sul periodico Oggi contro il famoso anime Sailor Moon. Nello scritto la psicologa sostenne che la quinta serie del celebre anime sarebbe stata in grado di compromettere seriamente l'identità sessuale dei bambini maschi. L'accusa si basò sulla segnalazione di alcuni genitori, i cui figli maschi, appassionati dell'anime, sarebbero giunti a identificarsi con la protagonista. Successivamente la polemica riguardò anche la presenza delle Sailor Starlights. Queste, infatti, nell'adattamento anime, sono dei ragazzi che durante il combattimento possono trasformarsi in guerriere Sailor (con una sequenza di trasformazione che mostra il loro cambiamento da maschi a femmine).
In conseguenza alle polemiche da lei causate, la serie di Sailor Moon, già riadattata pesantemente da Mediaset, fu ancor più modificata: sia in video, con vistosi fermi immagine e rimontaggi delle scene, sia soprattutto nei dialoghi. Il gruppo delle Starlights fu diviso in sei personaggi. Quando sono maschi, sono un set di personaggi in grado di evocare le loro "sorelle gemelle" durante i combattimenti, che altro non sono che la loro versione femminile.

### Altre prese di posizione
- Secondo Vera Slepoj, la possibilità per una donna di abbandonare i figli al momento della nascita, fenomeno diffuso uniformemente sia nelle aree più industrializzate sia in quelle economicamente più povere e che nel 1995 raggiunse in Italia i 600 casi, è un preoccupante segnale di un "senso della morte" che pervade la società contemporanea.[14]
- Nel 1997 in un'intervista la Slepoj contestò le dichiarazioni rilasciate dal settimanale cattolico Famiglia Cristiana secondo cui una persona non può rifiutare di avere rapporti sessuali con il proprio coniuge, definendola una visione primitiva della sessualità negante l'aspetto spirituale.[15]
- A seguito di un caso di presunti abusi su minori del 2006, avvenuto a Rignano Flaminio (RM), giunto poi all'assoluzione degli imputati nel 2014 in appello[16], Vera Slepoj nel 2007 espresse preoccupazione nei confronti dei cittadini che si dichiaravano per l'innocenza degli imputati, affermando che in Italia il concetto di famiglia è "idealizzato ma in maniera puramente astratta" e che "la società è altamente individuale e la sessualità è vista come personale e incontrollabile". Questo secondo la Slepoj avrebbe portato alla negazione del problema della pedofilia nella società italiana.[17][18]
- Riteneva necessaria la revisione della legge Basaglia in quanto legge "mal gestita" e "mal interpretata".[2]

## Opere
- Bruno Bettelheim, Fondazione scientifica Querini Stampalia, 1990
- Capire i sentimenti: per conoscere meglio se stessi e gli altri, Milano, Mondadori, 1996 (dal 1998 in Oscar saggi)
- Cara TV con te non ci sto più, Angeli, 1997
- Géographie des sentiments, Payot&Rivages, 1997
- Il pensiero violento, 1997
- Legami di famiglia: per amore, per odio, per sempre, Milano, Mondadori, 1998
- Le ferite delle donne, Milano, Mondadori, 2002 (dal 2003 in Oscar saggi)
- Convivio: arte e storia della gastronomia e della convivialità nella provincia di Padova, La Galiverna, 2004
- Le ferite degli uomini, Milano, Mondadori, 2004 (dal 2005 in Oscar saggi)
- L'età dell'incertezza: capire l'adolescenza per capire i nostri ragazzi, Milano, Mondadori, 2008
- Le nuove ferite degli uomini, Milano, Cairo, 2010
- La psicologia dell'amore, Milano, Mondadori, 2015